# Pastor (cristianismo)
En el cristianismo, un pastor es una persona a la que se ha conferido autoridad dentro de una iglesia para dirigir y cuidar una congregación de creyentes.
El término se utiliza generalmente en las iglesias tradicionales protestantes y las iglesias evangélicas, pero a veces también se emplea para referirse a los obispos y presbíteros en las iglesias católicas, ortodoxas, y anglicanas.

## En la Biblia

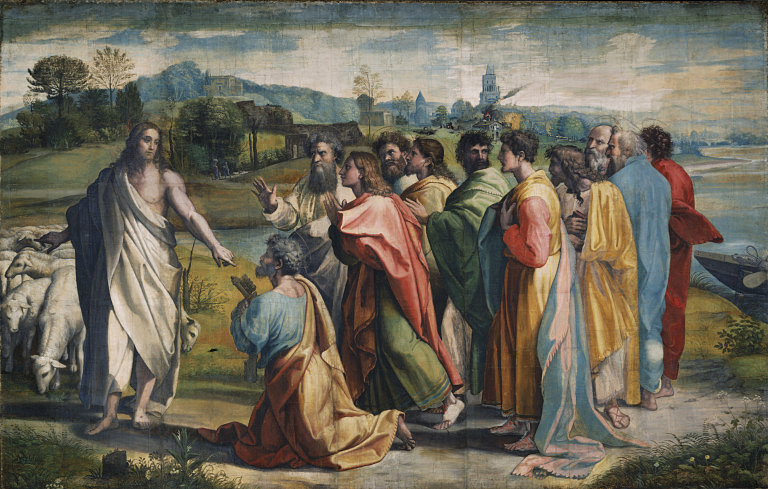
Encargo de Cristo a Pedro de Rafael, 1515.

En el Antiguo Testamento, el Dios de Israel se compara con frecuencia con un pastor. El uso de la palabra pastor proviene del empleo bíblico de la misma. El Antiguo Testamento utiliza la palabra hebrea רעה (raʿah) más de 170 veces para describir tanto los cuidados y alimentación de las ovejas como en Génesis 29:7, como para describir los cuidados y alimentación espiritual de las personas como en Jeremías 3:15: «y os daré pastores según mi corazón, que os apacienten con ciencia y con inteligencia». (RV60).
En el Nuevo Testamento el sustantivo griego ποιμήν (poimēn) y el verbo ποιμαινω (poimaino) suelen traducirse, respectivamente, como «pastor» y «pastorear». Ambas palabras son usadas un total de 29 veces, la mayoría de las veces para referirse a Jesús. Por ejemplo, Jesús se denomina a sí mismo el «buen pastor» en Evangelio de Juan 10:11. Las mismas palabras se emplean en el relato del nacimiento de Jesús en el capítulo 2 del Evangelio de Lucas para referirse literalmente a pastores de ovejas.
En cinco pasajes al menos del Nuevo Testamento el verbo pastorear se utiliza para referirse al trabajo cristiano:
- Juan 21:16 - Jesús le pide a Pedro que apaciente (pastoree) sus ovejas.
- Hechos 20:17 - Pablo hace llamar a los ancianos de la iglesia de Éfeso para darles su último discurso, y en Hechos 20:28, les dice que el Espíritu Santo los ha hecho obispos y su trabajo es «pastorear» la iglesia de Dios.
- 1 Corintios 9:7 - Pablo dice respecto a los apóstoles: «¿O quién apacienta (pastorea) el rebaño y no toma de la leche del rebaño?» (RV60).
- Efesios 4:11 - Pablo escribió: «Y él mismo constituyó a unos, apóstoles; a otros, profetas; a otros, evangelistas; a otros, pastores y maestros.» (RV60).
- 1 Pedro 5:1-2 - Pedro pide a los presbíteros que apacienten (pastoreen) la grey de Dios.

## Uso actual

### Catolicismo
En los Estados Unidos, los católicos usan el término  pastor  para lo que en otros países de se llama un párroco. El término latino utilizado en el Código de Derecho Canónico es "parochus". El párroco es el clérigo adecuado a cargo de la congregación de la parroquia que se le ha confiado. Ejerce la pastoral de la comunidad que le ha sido encomendada bajo la autoridad del obispo diocesano, cuyo ministerio de Cristo está llamado a compartir, para que en esta comunidad pueda desempeñar las funciones de enseñar, santificar y gobernar con la cooperación de otros sacerdotes o diáconos y con la ayuda de los fieles laicos de Cristo, de acuerdo con la ley.

### Luteranismo

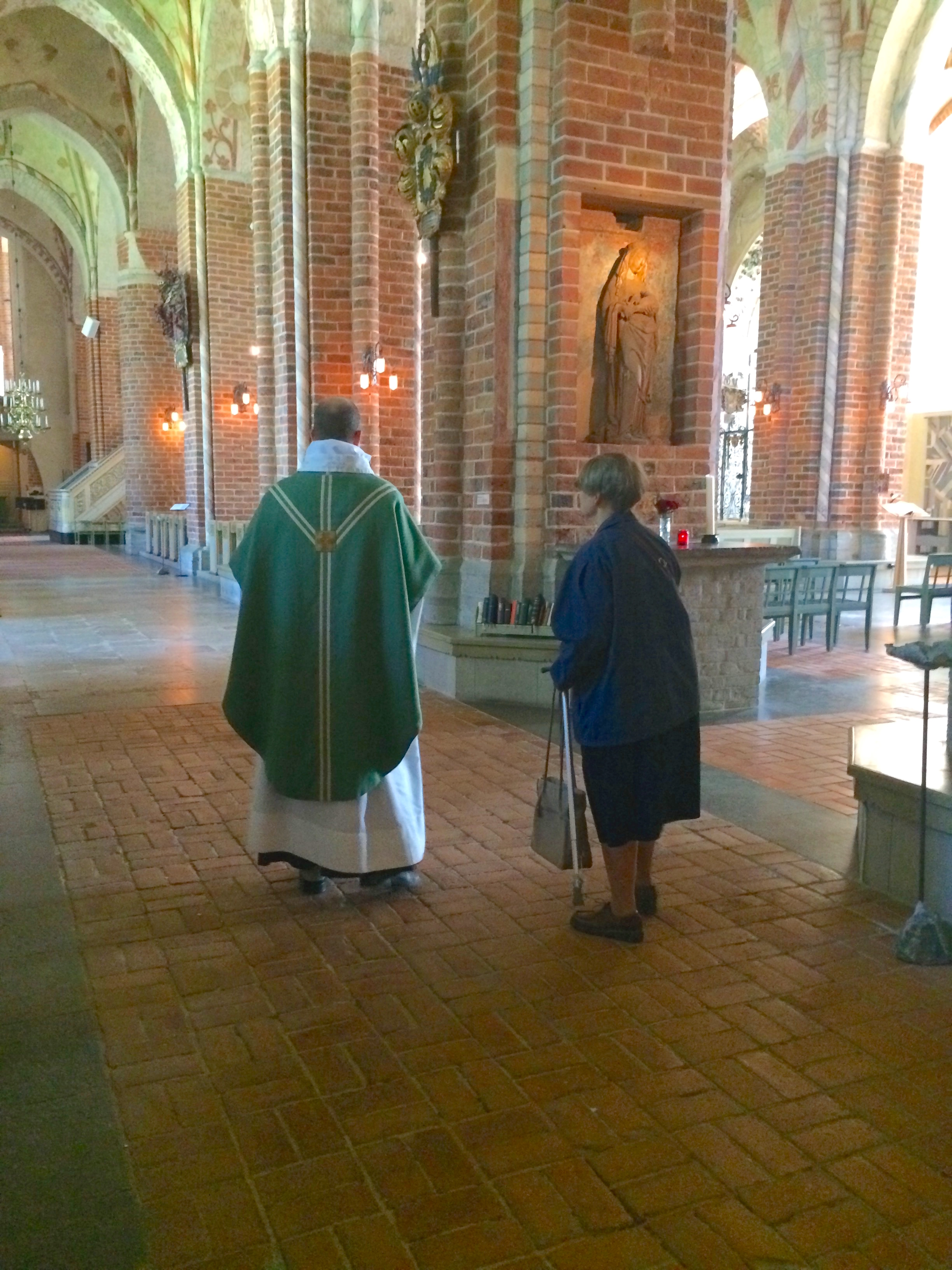
Un sacerdote luterano de la Iglesia de Suecia.

La Iglesia de Suecia tiene un ministerio triple de obispo, sacerdote y diácono y los ordenados al presbiterio se conocen como sacerdotes luteranos. En la Iglesia Evangélica Luterana de Finlandia, varias publicaciones, incluidas las finlandesas, se refieren a los presbíteros ordenados como pastores, o sacerdotes. En los Estados Unidos, denominaciones como la Iglesia Luterana Sínodo de Missouri, usan los términos reverendo y pastor indistintamente para los miembros ordenados del clero.

### Bautista
El término "pastor", en la mayoría de las iglesias bautistas, es uno de los dos oficios dentro de la iglesia, diácono es el otro, y se considera sinónimo de "anciano" u "obispo" (aunque en Bautista reformado iglesias, los ancianos son una oficina separada).
En iglesias más grandes con muchos miembros del personal, "Pastor Principal" comúnmente se refiere a la persona que da los sermones la mayor parte del tiempo, y otras personas tienen títulos relacionados con sus deberes, por ejemplo, "Pastor de Adoración" para la persona que dirige el canto.

### Anglicanismo
Los presbíteros ordenados son llamados sacerdotes en la Iglesia de Inglaterra, como en todas las demás provincias eclesiásticas de la Comunión Anglicana, y usan el título de Reverendo si son Iglesia Baja y Padre o Madre si son de Iglesia alta. Aquellos líderes que no son ordenados, pero que tienen una licencia de su Obispo, están usando cada vez más el título de Pastor, así como los titulares de cargos que son comulgantes dentro de la Comunión Anglicana y participan en el ministerio laico donde no se requiere una licencia.

### Movimiento evangélico

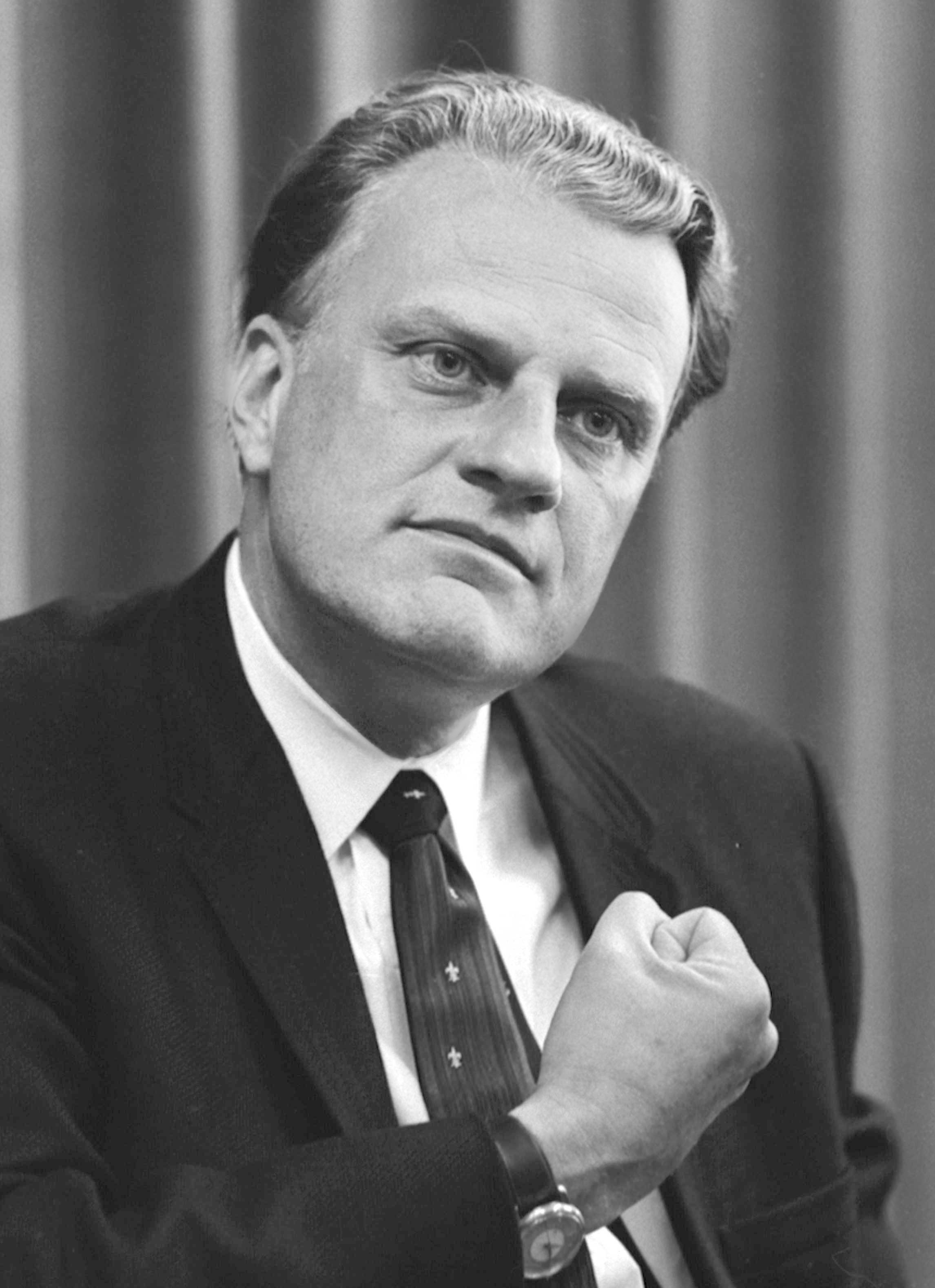
Billy Graham, famoso pastor y predicador protestante estadounidense.

La formación de pastores tiene lugar en un colegio bíblico por un período de tiempo dependiendo de la denominación para obtener un certificado (licenciatura o a maestría) en teología evangélica. La consagración pastoral generalmente es realizada por la iglesia local, que lo coloca como el principal intérprete de la Biblia. Los ministros pueden casarse y tener hijos.